# Галактоцентризм
Галактоцентризм — застаріла астрономічна теорія, згідно з якою Чумацький Шлях перебуває в центрі Всесвіту або поблизу нього.
Теорія мала значну популярність приблизно з 1918 по 1925 рік. Її створення пов'язано, в першу чергу, з іменем Гарлоу Шеплі, який виміряв відстані до кулястих скупчень і показав, що вони розташовані симетрично навколо центру Галактики. До 1925 року Едвін Габбл виміряв відстані до інших галактик і показав, що вони лежать далеко за межами Чумацького Шляху і мають такі розміри, що Чумацький Шлях є всього лише однією з багатьох галактик у Всесвіті.
Теорія галактоцентризму була важливим кроком у розвитку космологічних моделей, оскільки припущення про існування інших галактик, які за розміром і структурою можна порівняти з Чумацьким Шляхом, розмістили Землю в належній перспективі щодо решти Всесвіту. Зрушення від геліоцентризму до галактоцентризму та пізніше до ацентризму порівнюють за значенням з революцією Коперника.

## Передісторія: геліоцентризм Гершеля

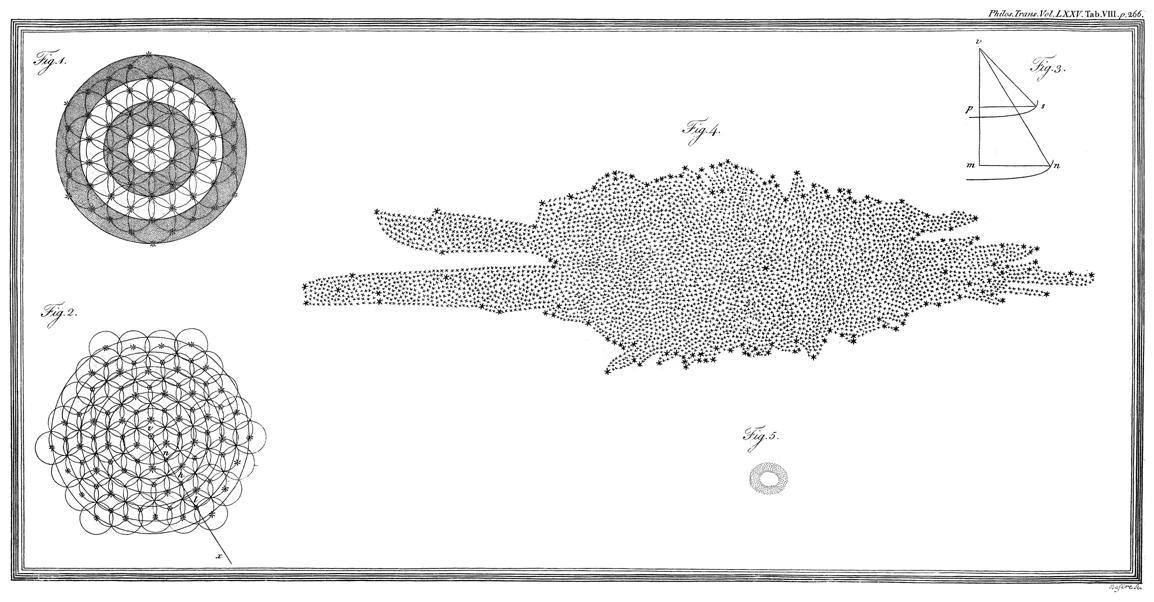
Модель Чумацького Шляху Вільяма Гершеля, 1785 рік.

Томас Райт та Іммануїл Кант першими припустили, що нечіткі плями світла, які називаються туманностями, насправді є далекими «острівними світами», що складаються з багатьох зоряних систем. Припускали, що форма нашої власної галактики буде нагадувати такі «острівні світи». Однак достатніх наукових аргументів за теорію «острівного Всесвіту» не було, і більшість науковців відкидали цю точку зору аж до вимірювань Едвіна Габбла в 1924 році.
У 1783 році Вільям Гершель намагався визначити форму Чумацького Шляху методом зоряних підрахунків і став першим, хто запропонував модель галактики, засновану на спостереженнях і вимірюваннях. Він дійшов висновку, що Чумацький шлях має форму диска. Побачивши, що в площині диска Чумацького Шляху числа зір однакові в усіх напрямках, Гершель дійшов висновку, що Земля має бути поблизу центру галактики. Протягом наступних десятиліть модель Гершеля залишалася відносно беззаперечною з незначними коригуваннями та уточненнями. Якобус Каптейн ввів у підрахунок Гершеля неоднорідну щільність і різну світність зір, але передбачення про центральне розташування Сонця залишилось незмінним. Це помилкове передбачення було пов'язане з сильним міжзоряним поглинанням світла, через яке ми не бачимо зорі на всю ширину галактичного диска, а бачимо зорі лише на обмежених відстанях, приблизно однакових в усіх напрямках в площині Галактики.

## Галактоцентризм Шеплі

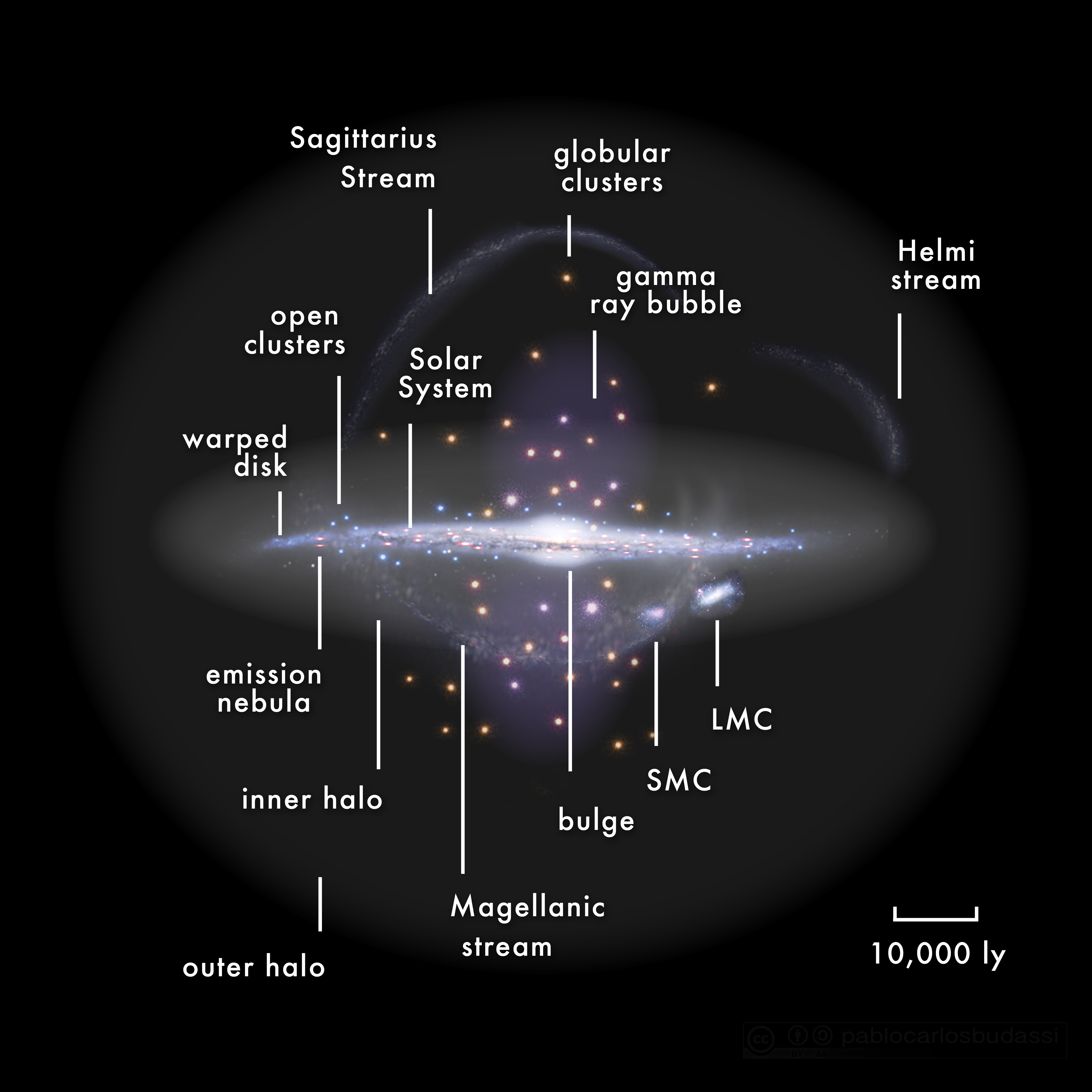
Симетричне розташування кулястих скупчень (червоні чочки) навколо центру Галактики. Оскільки Сонячна система зміщена відносно центру Галактики, більшість кулястих скупчень спостерігається в ближній до центру Галактики половині неба.

Гарлоу Шеплі вивчав асиметричність розподілу кулястих скупчень на небі й оцінював відстані до окремих скупчень, використовуючи змінні зорі як стандартні свічки. Кулясті скупчення містять багато змінних зір цефеїд, точний зв'язок між світністю та періодом змінності яких був встановлений Генрієттою Лівітт у 1908 році. Використовуючи цефеїди та змінні типу RR Ліри для систематичного дослідження розподілу кулястих скупчень, Шеплі визначив, що центр Галактики знаходиться в напрямку сузір'я Стрільця, приблизно за 50 000 світлових років від нас. Дослідження Шеплі ознаменували перехід від геліоцентризму до галактоцентризму.
У 1920 році Гарлоу Шеплі і Гебер Кертіс провели Велику суперечку про природу туманностей і галактик і розмір Всесвіту. Шеплі вважав, що далекі туманності відносно малі й лежать у межах галактики Чумацький Шлях. Кертіс захищав точку зору, згідно з якою туманності знаходяться далі, і тому існують інші галактики крім Чумацького Шляху. Велика суперечка закінчилася нічиєю, бо ані Шеплі, ані Кертіс не змогли однозначно переконати наукову спільноту своїми аргументами. Але кілька років потому епоха галактоцентризму остаточно завершилась, головним чином зусиллями Едвіна Габбла.

## Перехід від галактоцентризму до ацентризму Габбла
До 1925 року Едвін Габбл підтвердив, що багато об'єктів, які раніше вважалися хмарами пилу та газу і класифікувалися як «туманності», насправді були галактиками за межами Чумацького Шляху.
Спостереження Габблом червоних зсувів далеких галактик довели, що Всесвіт розширюється і є ацентричним. У результаті галактоцентризм був відкинутий на користь моделі Великого вибуху в ацентричному Всесвіті. Подальші припущення, такі як принцип Коперника, космологічний принцип, темна енергія та темна матерія, зрештою привели до поточної стандартної космологічної моделі Лямбда-CDM.